# Johann Baptist Cysat
Johann Baptist Cysat (latinizirano Cysatus), švicarski jezuit in astronom, * 1586, Luzern, Švica, † 3. marec 1657, Luzern.

## Življenje in delo
Cysat je bil v Ingolstadtu Scheinerjev učenec. Leta 1611 sta z daljnogledom začela opazovati Sončeve pege.
Istega leta je eno leto za de Peirescom neodvisno odkril Orionovo meglico. Svoja opazovanja je objavil leta 1619 v delu Mathemata astronomica de cometa anni 1618.
Od leta 1623 do 1627 je bil rektor Jezuitskega kolegija v Luzernu. Leto kasneje je odpotoval v Španijo. Kasneje je bil rektor kolegijev v Innsbrucku in Eichstättu, nazadnje pa se je vrnil v Luzern, kjer je tudi umrl.

## Priznanja

### Poimenovanja
Po njem se imenuje 49 km širok udarni krater Cysat ( Cysatus) na južni polobli Lune.